# Dicranomyia (Dicranomyia) nephelodes
Dicranomyia (Dicranomyia) nephelodes is een tweevleugelige uit de familie steltmuggen (Limoniidae). De soort komt voor in het Australaziatisch gebied.